# George Jones (football)
Pour les articles homonymes, voir George Jones (homonymie) et Jones.
George Alexander Jones (né le 21 avril 1945 à Radcliffe dans le Grand Manchester) est un footballeur anglais qui évoluait au poste d'attaquant.

## Biographie
Avec le club des Blackburn Rovers, il joue 34 matchs en première division anglaise, inscrivant 13 buts. Il marque 10 buts en première division lors de la saison 1965-1966, avec notamment un doublé contre Nottingham Forest et un triplé contre Northampton Town.

## Palmarès
| Bury - Championnat d'Angleterre de troisième division : - Vice-champion : 1967-68. - Meilleur buteur : 1969-70 (26 buts). |  | Oldham Athletic - Championnat d'Angleterre de troisième division (1) : - Champion : 1973-74. |